# Shorter (Alabama)
Shorter é uma cidade  localizada no estado americano de Alabama, no Condado de Macon.

## Demografia
Segundo o censo americano de 2000, a sua população era de 355 habitantes.
Em 2006, foi estimada uma população de 340, um decréscimo de 15 (-4.2%).

## Geografia
De acordo com o United States Census Bureau, a localidade tem uma área de 4,5 km², sem área coberta por água. Shorter localiza-se a aproximadamente 61 m acima do nível do mar.

## Localidades na vizinhança
O diagrama seguinte representa as localidades num raio de 32 km ao redor de Shorter.